# Caulokaempferia coenobialis
Caulokaempferia coenobialis är en enhjärtbladig växtart som först beskrevs av Henry Fletcher Hance, och fick sitt nu gällande namn av Kai Larsen. Caulokaempferia coenobialis ingår i släktet Caulokaempferia och familjen Zingiberaceae. Inga underarter finns listade i Catalogue of Life.